# A lopás művészete
A lopás művészete (eredeti cím: The Art of the Steal) 2013-ban bemutatott kanadai bűnügyi-filmvígjáték, melynek forgatókönyvírója és rendezője Jonathan Sobol. A főszerepben Kurt Russell, Jay Baruchel, Chris Diamantopoulos, Matt Dillon és Katheryn Winnick látható. A filmet a 2013-as Torontói Nemzetközi Filmfesztiválon mutatták be, Magyarországon DVD-n jelent meg szinkronizálva.

## Cselekmény
Crunch Calhoun egy monológgal kezd, amikor bátyja, Nicky Calhoun jóvoltából megkezdi hétéves büntetését egy lengyel börtönben. 
Egy visszatekintésből kiderül, hogy a két férfit érintő rablás balul sült el; ennek eredményeképpen Nicky-t elfogták, majd Crunch elárulta. Szabadulása után Crunch motoros fenegyerekként dolgozik barátnője, Lola és tanítványa, Francie mellett. Eközben Nicky ellop egy Georges Seurat festményt egy társa segítségével, akit átver. A társ felkeresi és megfenyegeti Crunchot, hogy információkat szerezzen Nicky hollétéről. Nem sokkal később Crunch értesíti egy régi kollégáját, „Paddy bácsit”, hogy újra készen áll a munkára. Paddy lakásán ő és Francie összefutnak Nickyvel.
„Paddy” bácsi elmagyarázza, hogy egy felbecsülhetetlen értékű történelmi könyvet kell ellopni egy kanadai vámraktárból, és el kell vinni a vevő közvetítőjéhez Detroitba. A haszon több mint egymillió dollár, így beleegyeznek. Crunch ragaszkodik ahhoz, hogy egy régi társát, Guy de Cornet-t vegyék fel a hamisításban való jártassága és tehetsége miatt. 
Cornet elkészíti a könyv pontos másolatát, amelyet Crunch egy különös műtárgyba rejtve átvisz a kanadai határállomáson. Egy személyazonossági ellenőrzés arra készteti a rendőrséget, hogy a terveknek megfelelően lefoglalja a műalkotást ugyanabban a létesítményben, ahol a történelmi könyvet is őrzik. Eközben Guy de Cornet művészeti hitelesítési szakértőnek adja ki magát, és belép a létesítménybe, ahol az igazi könyvet kicseréli a hamisítványra, és az igazi könyvet Crunch műalkotásába rejti. Miután a kanadai határőrség tisztázza Crunch nevét, a férfi elmegy a létesítménybe, és visszaszerzi a műtárgyat.
A csapat éppen az értékes könyvet viszi el a vevőnek, amikor Nicky meggyőzi Crunchot, hogy tartsa meg a könyvet, és hamisítson több másolatot, hogy egyszerre több vevőnek is eladhassa, így az eredeti kifizetés többszörösét kapja. Bajba kerülnek, amikor Cornet elárulja, hogy ahhoz, hogy olyan hamisítványokat tudjon készíteni, amelyek megfelelnek az olyan teszteknek, mint a karbon kormeghatározás és a szakmai vizsgálat, 750.000 dollárra lenne szükségük. Mindenki megnevezi az összeget, amivel hozzájárulhatna, és némi rábeszélés után Crunch beleegyezik, hogy a fennmaradó összeget finanszírozza. Megállapodnak abban, hogy nem lépnek kapcsolatba egymással, amíg el nem telik a tranzakció lebonyolításához szükséges egy hónap. 
Valamikor abban a hónapban Nicky titokban azt tervezi, hogy elkészíti a saját olcsóbb hamisítványait, és legyőzi a csapatát abban, hogy eladja őket ugyanazoknak a vevőknek. Nicky felhívja az eredeti vevőt, és tájékoztatja, hogy késni fog, de a vevő azt állítja, hogy semmit sem tud az üzletről. A kétségbeesett Nicky felhívja az összes, a rablásban részt vevő személyt és szervezetet, és megdöbbenésére megtudja, hogy vagy nem lehetett elérni őket, vagy nem tudtak a könyvről. 
Eközben Crunch elmagyarázza tanítványának, Francie-nek, hogy a történelmi könyv egy kitalált trükk volt, és a valódi célja az volt, hogy ellopja Nickytől a Georges Seurat-festményt, és Nicky többszörös hamisítással kapcsolatos ötletét felhasználva rengeteg pénzt keressenek. 
A visszapillantásokból kiderül, hogy Francie volt az egyetlen, aki nem tudott az alternatív tervről. Eközben az Interpol névtelen fülest kap Nicky hollétéről és a festményről, amelyet a korábban átvert társától lopott el. 
A befejezés során kiderül, hogy Crunch tervének utolsó szereplője egy régi, megjavult kollégája, Samuel Winters, akit azzal az Interpol-ügynökkel állítottak párba, aki a terv kezdete óta figyelte őket.

## Szereplők
| Szerep                 | Színész              | Magyar hang       |
| ---------------------- | -------------------- | ----------------- |
| Crunch Calhoun         | Kurt Russell         | Sörös Sándor      |
| Francie Tobin          | Jay Baruchel         | Hamvas Dániel     |
| Guy de Cornet          | Chris Diamantopoulos | Zámbori Soma      |
| Nicky Calhoun          | Matt Dillon          | Forgács Péter     |
| Lola, Crunch barátnője | Katheryn Winnick     | Haumann Petra     |
| Samuel Winter          | Terence Stamp        | Fodor Tamás       |
| Ponch                  | Devon Bostick        |                   |
| Bick ügynök            | Jason Jones          | Kamarás Iván      |
| Paddy McCarthy         | Kenneth Wels         | Cs. Németh Lajos  |
| Piszkos Ernie          | Stephen McHattie     | Dézsy Szabó Gábor |

## A film készítése
Az amszterdami jelenetet a Strada Nicolae Tonitzában forgatták, Bukarestben.
A „Varsót” ábrázoló légi képek valójában Budapestet mutatják.

## Fordítás
- Ez a szócikk részben vagy egészben  a   The Art of the Steal (2013 film) című angol Wikipédia-szócikk fordításán alapul.  Az eredeti cikk szerkesztőit annak laptörténete sorolja fel. Ez a jelzés csupán a megfogalmazás eredetét és a szerzői jogokat jelzi, nem szolgál a cikkben szereplő információk forrásmegjelöléseként.